# 755

## Esdeveniments
- 14 d'agost – Almuñécar (Àndalus): L'omeia Abd-ar-Rahman I ad-Dàkhil desembarca a la Península, provinent del Marroc.
- Saragossa (Àndalus): En el setge a la ciutat es produeix l'enfrontament entre els iemenites i els kaysites del valí Yússuf ibn Abd-ar-Rahman al-Fihrí, amb la victòria d'aquests darrers.
- Pamplona (Navarra): Els musulmans, dirigits per Al-Husayn ibn Al-Dachn i Sulayman ibn Xilah posen setge a la ciutat per a sufocar una revolta dels vascons i han de fer-se enrere sense èxit.
- La Rioja (Àndalus): El rei Alfons I d'Astúries conquesta la regió.
- Pavia (Regne Longobard): El rei franc Pipí I el Breu acorrala Astolf a la ciutat i n'aconsegueix la cessió de tot l'Exarcat de Ravenna per al Papa.
- Constantinoble: L'emperador Constantí V envia ambaixadors a Roma per a reclamar la devolució de l'Exarcat de Ravenna als romans d'Orient.
- Regne de Powys (Gal·les): El rei Brochfael ap Elisedd succeeix el seu pare Elisedd ap Gwylog.

## Naixements
- Tolosa (Aquitània): Bigó, comte de Tolosa, duc d'Aquitània i comte de París (m. 816)
- Ahvaz (Pèrsia) Abu-Nuwàs, poeta persa en llengua àrab. (m. 815)

## Necrològiques
- Kairuan (Ifríqiya): Abd-ar-Rahman al-Fihrí, governador. Assassinat pel seu germà, d'acord amb el califa abbàssida.
- 13 de febrer – Kufa (Iraq): Abu-Múslim, cap de la revolució abbàssida al Khurasan. Assassinat per sicaris a ordres del califa.